# مايكل غربر (محاكي ساخر)
مايكل غربر (بالإنجليزية: Michael Gerber)‏ (14 يونيو 1969)؛ كاتب مُتخصِّص في أدب الأطفال، محاكي ساخر وروائي أمريكي.